# Třída Dost
Třída Dost je třída oceánských hlídkových lodí turecké pobřežní stráže. Jedná se o modifikaci italské třídy Sirio. Jejich hlavním úkolem je pobřežní hlídkování a pátrání a záchrana (mise SAR). Plavidla jsou prvními loděmi turecké pobřežní stráže, které mohou podporovat operace vrtulníků.

## Stavba
Turecká loděnice RMK Marine v letech 2008–2014 postavila celkem čtyři jednotky této třídy.
Jednotky třídy Dost:
| Jméno          | Spuštěna          | Vstup do služby    | Status  |
| -------------- | ----------------- | ------------------ | ------- |
| Dost (SG-701)  | 9. června 2010    | 5. dubna 2013      | aktivní |
| Güven (SG-702) | 17. prosince 2010 | 22. listopadu 2013 | aktivní |
| Umut (SG-703)  | 31. května 2011   | 5. dubna 2013      | aktivní |
| Yaşam (SG-704) | 12. září 2012     | 13. května 2014    | aktivní |

## Konstrukce
Jeho hlavní zbraní je jeden 40mm kanón Otobreda v dělové věži na přídi, který doplňují dva 12,7mm kulomety M2 ovládané člověkem na můstku. Dále nesou jedno vodní dělo na můstku. Plavidla jsou vybavena záchranářskými čluny RHIB, Na zádi se nachází přistávací plocha a hangár pro jeden vrtulník Agusta-Bell AB 412EP. Pohonný systém tvoří dva diesely MTU 16V o celkovém výkonu 14 120 hp, pohánějící dva lodní šrouby. Nejvyšší rychlost dosahuje 22 uzlů. Dosah je 3000 námořních mil při 15 uzlech. Vytrvalost je 4 dní.